# Palicourea marcgravii
Palicourea marcgravii är en måreväxtart som beskrevs av Augustin François César Prouvençal de Saint-Hilaire.
Palicourea marcgravii ingår i släktet Palicourea och familjen måreväxter. Inga underarter finns listade i Catalogue of Life.